# Santa María la Antigua del Darién
Santa María la Antigua del Darién fu una città fondata nel 1510, durante la colonizzazione spagnola delle Americhe, da Martín Fernández de Enciso e Vasco Núñez de Balboa, secondo il cronista Bartolomé de las Casas. Fu la capitale del governatorato della Castilla de Oro fino al 1520, quando la popolazione si trasferì completamente a Nuestra Señora de la Asunción de Panamá (attuale Panama City) per ordine di Pedrarias Dávila.
Alcune fonti citano Santa María la Antigua del Darién come la prima città fondata dagli spagnoli sul continente americano, costituendo il punto di partenza per la conquista e/o la scoperta del continente da parte degli europei dell'epoca: Francisco Pizarro, Sebastián de Belalcázar, Diego de Almagro, Gonzalo Fernández de Oviedo e Pedro Arias Dávila.
I suoi resti archeologici si trovano in una piccola porzione dell'istmo di Panama, vicino alla costa occidentale del Golfo di Urabá, dipartimento di Chocó, villaggio Santuario, comune di Unguía, Repubblica di Colombia.